# Mars One
Mars One was een Nederlandse stichting die het doel had om in 2027 een ruimtekolonie op de planeet Mars te vestigen. Mars One Ventures AG, het bedrijf waarin de commerciële activiteiten van de stichting zijn ondergebracht, is sinds januari 2019 in liquidatie nadat ze sinds 2016 geen succes bij nieuwe fondsenwerving hadden gehad. In 2021 werd Mars One opgeheven.
Volgens de toenmalige planning zouden in 2026 vier mensen naar Mars gestuurd worden om de eerste bewoners van de planeet te worden. Het project bood de kolonisten niet de mogelijkheid terug te keren naar de Aarde. De selectieprocedure en training van de kolonisten en de reis naar Mars en de vestiging op de planeet moesten wereldwijd uitgezonden worden als een reality-televisieprogramma.
De kosten van de eerste reis naar Mars werden door Mars One geschat op 6 miljard Amerikaanse dollar, exclusief de kosten om vier kolonisten op Mars tot hun dood te onderhouden. Dat zou relatief goedkoop zijn — ter vergelijking, een missie waarbij astronauten tijdelijk op Mars verblijven en dan weer terugkeren naar de Aarde werd door NASA geschat op 100 miljard dollar.
Het project stond los van de organisatie Mars Society. Het was ook niet gerelateerd aan Inspiration Mars, een project gelanceerd door miljardair Dennis Tito, waarbij een echtpaar langs Mars zou reizen en weer terug.
Verschillende deskundigen en ruimtevaartorganisaties hadden twijfels over de haalbaarheid van het project en de betrouwbaarheid van de organisatie.

## Plannen

### Oorspronkelijke plannen
Volgens de website van Mars One begon het team achter het project in 2011 met de planning. Volgens de organisatie werd de haalbaarheid van het project onderzocht door experts, waaronder de financiële, psychologische en ethische aspecten.
Mars One maakte in mei 2012 de plannen bekend. Deze behelsden een enkele reis naar Mars in 2023, met een mogelijke onbemande missie in 2016 om de weg te bereiden.
De volgende tijdlijn voor het project werd gepresenteerd:
- 2013: De eerste 40 kandidaat-kolonisten worden geselecteerd[8] en een replica van de kolonie wordt gebouwd voor trainingsdoeleinden[9]
- 2014: De eerste communicatiesatelliet wordt geproduceerd

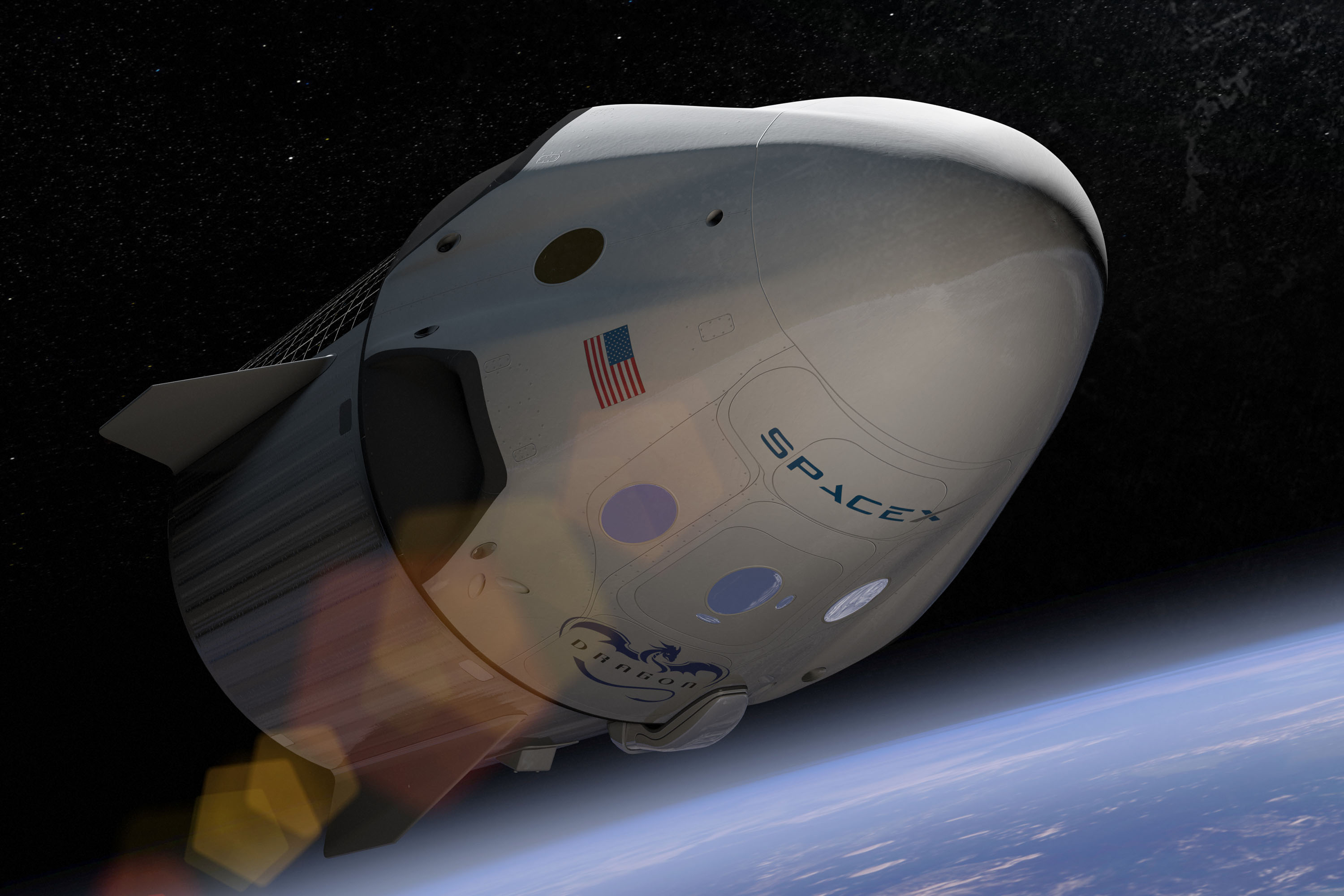
Illustratie van de SpaceX Dragon 2

- 2016: Een bevoorradingsmissie met 2500 kilo aan vervangingsonderdelen en andere voorraden, uitgevoerd door een aangepaste versie van de SpaceX Dragon 2
- 2018: Een rover wordt geland op Mars om de locatie van de kolonie te selecteren.[9]
- 2021: Zes extra Dragons en een tweede rover worden naar Mars gestuurd met twee wooneenheden, twee life support-eenheden om ademhaling mogelijk te maken en twee eenheden voor het opslaan van voorraden
- 2022: De eerste groep van vier kolonisten wordt naar Mars gelanceerd.[9]
- 2023: De kolonisten komen aan op Mars
- 2025: Een tweede groep van vier kolonisten komt aan op Mars[9]
- 2033: De kolonie heeft een omvang van 20 mensen bereikt.[10]

### Herziene plannen
Sinds de aankondiging in 2012 zijn de plannen aangepast en de data veranderd. In 2013 was de geplande landing van de eerste kolonisten twee jaar opgeschoven, naar 2025 en in 2015 werd de landing opgeschoven naar 2027.
In december 2013 presenteerde Mars One plannen voor een onbemande missie in 2018, twee jaar later dan oorspronkelijk aangekondigd, en werd in februari 2015 nogmaals verschoven, ditmaal naar 2020. Volgens Mars One zal hiervoor een lander gebouwd worden door Lockheed Martin, gebaseerd op een ontwerp gebruikt voor NASA's Phoenix- en InSight-missies naar Mars. Daarnaast zal een communicatiesatelliet in een baan rond Mars gebracht worden. Deze zal worden gebouwd door Surrey Satellite Technology. Mars One heeft nog niet duidelijk gemaakt hoe het de 200 miljoen Amerikaanse dollar zal opbrengen om deze onbemande missie te financieren.
In 2015 gaf Mars One aan dat de volgende stappen gepland zijn:
- 2020: Een bevoorradingsmissie met 2500 kilo aan vervangingsonderdelen, zonnepanelen en andere noodzakelijke voorraden[11]
- 2022: Een rover wordt op Mars neergezet om de planeet te verkennen en de ideale locatie voor de kolonie te selecteren
- 2024: Zes eenheden van de kolonie worden op Mars neergezet: twee wooneenheden, twee life support-eenheden om ademhaling mogelijk te maken en twee eenheden voor het opslaan van voorraden
- 2026 (uiterst): De eerste vier kolonisten worden gelanceerd en landen na een ruimtereis van zeven maanden in 2027 op Mars
- 2028 (uiterst): Een tweede team van vier kolonisten wordt naar Mars gestuurd

Het doel van de organisatie is om, na de landing van het eerste team, elke twee jaar vier nieuwe kolonisten naar Mars te sturen. In 2035 zouden er dan meer dan 20 mensen op Mars wonen en werken.
In december 2013 werd een contract gesloten met Lockheed Martin en Surrey Satellite Technology voor missieconceptonderzoek naar de haalbaarheid van de onbemande missie die voor 2020 in de planning staat.

## Selectie van kolonisten

### Eerste selectieronde
Van 22 april tot 31 augustus 2013 konden kandidaten zich melden op de website van Mars One. De aanvraagprocedure bestond uit algemene informatie over de kandidaat, een cv en een brief en video waarin de kandidaat zijn of haar motivatie kon uitspreken. Kandidaten moesten een bedrag van tussen de 5 en 75 Amerikaanse dollar betalen (afhankelijk van de relatieve welstand van het land van de aanvrager).
Via de site kreeg de organisatie zo'n tweehonderdduizend aanmeldingen. Daarvan vulden ongeveer tienduizend mensen het gehele profiel in. Niet veel meer dan vierduizend mensen betaalden het inschrijfgeld en werden daardoor daadwerkelijk toegelaten tot de selectieprocedure. Uiteindelijk presenteerden 2582 kandidaten zich op video op de website. Op 30 december werden de resultaten van de eerste aanvraagronde gepresenteerd. In totaal 1.058 kandidaten (586 mannen en 472 vrouwen) uit 107 verschillende landen werden geselecteerd voor de tweede ronde. Hiervan kwam de grootste groep (297) uit de Verenigde Staten, gevolgd door Canada (75) en India (62). De kandidaten omvatten ook zes personen uit België en drie uit Nederland.

### Regionale selectie
De geselecteerde 1.058 kandidaten moesten een verklaring van een arts overleggen dat ze in goede gezondheid zijn. Ze werden daarna ondervraagd door 300 regionale selectiecommissies, die de kandidaten zouden selecteren die doorgingen naar de volgende ronde. Mars One was volgens eigen zeggen in onderhandeling met verschillende mediabedrijven over de uitzendrechten van deze selectieronde.
In elke regio zullen naar planning 20 tot 40 kandidaten deelnemen aan uitdagingen om hun geschiktheid aan te tonen. Het publiek zal één winnaar per regio uitkiezen. Daarnaast kunnen experts kandidaten selecteren om naar de volgende ronde te gaan.

### Derderondekandidaten
Er zijn 50 mannen en 50 vrouwen geselecteerd, waaronder Brad uit België (maar geen Nederlander).

### Internationale selectie
De internationale selectie zal naar planning wereldwijd uitgezonden worden. De selectiecommissie zal de kandidaten indelen in internationale groepen, die eerst een korte training krijgen in een replica van de geplande Marskolonie. In 2018 worden uit de kandidaten drie tot zes teams van elk vier mensen in dienst genomen om voltijds te gaan trainen. Deze kandidaten vormen het astronautenkorps van Mars One. Hoewel al deze kandidaten even geschikt zullen zijn, zullen de eerste vier die naar Mars gaan waarschijnlijk door het kijkpubliek gekozen worden.

## Training van kolonisten

### Technische training
De kolonisten zullen een trainingperiode van zeven jaar ondergaan om een reeks vaardigheden te leren in verschillende specialiteiten:
- twee kolonisten worden opgeleid om de apparatuur te kunnen repareren en andere technische problemen te kunnen oplossen
- twee kolonisten krijgen medische training om kleine en grotere gezondheidsproblemen te kunnen behandelen
- één kolonist krijgt een opleiding in de geologie van Mars
- één kolonist krijgt een opleiding in exobiologie, het onderzoek naar mogelijk leven op andere planeten.

Andere specialiteiten, zoals fysiotherapie, psychologie en elektronica, zullen worden gedeeld door alle beoogde kolonisten.

### Persoonlijke training
Kolonisten moeten kunnen omgaan met de moeilijke leefomgeving op Mars. De kolonisten worden er dan ook op geselecteerd hoe goed ze in staat zijn met deze omstandigheden te kunnen omgaan, en worden hierop ook getraind.

### Groepstraining
Groepstraining zal plaatsvinden in de vorm van gesimuleerde missies. Deze zullen plaatsvinden in een zo realistisch mogelijk nagebootste omgeving. De verschillende groepen zullen drie maanden per jaar deelnemen aan dergelijke simulaties. Hierbij kunnen ze alleen de basis verlaten in hun ruimtepak. Ze zullen moeten zorgen voor hun eigen drinkwatertoevoer en de ademhalingssystemen in werking houden. Ze zullen ook hun eigen voedsel moeten kweken. Alle communicatie met de buitenwereld zal een vertraging van 20 minuten hebben.
Er zullen meerdere simulatiebases zijn. Sommige van deze zullen zich bevinden in extreme omstandigheden op Aarde, zoals woestijnen of de poolgebieden.

## Technologie
Mars One heeft een of meerdere bedrijven gekozen voor elk van de verschillende componenten van de missie. De hoofdcomponenten worden uitbesteed aan gevestigde ruimtevaartbedrijven.
Mars One wil SpaceX contracteren voor de lancering, de lander en de bouw van de kolonie-eenheden. In mei 2013 had SpaceX nog geen contract gesloten met Mars One.

### Lancering
De Falcon Heavy van SpaceX zal naar planning gebruikt worden voor de lancering.

### Vervoer naar Mars
Het ruimtevaartuig om de kolonisten naar Mars te brengen zal naar planning in een lage baan rond de Aarde samengesteld worden. Het zal bestaan uit twee modules voor voorstuwing, een woonmodule en een lander. Waarschijnlijk zal Thales Alenia Space gecontracteerd worden voor de ontwikkeling van dit ruimtevaartuig.

### Communicatiesysteem
Om audio, video en data tussen de kolonie en de Aarde heen en weer te sturen, zullen naast apparatuur die op Mars en de Aarde wordt geplaatst ook satellieten nodig zijn. Het bedrijf Surrey Satellite Technology zal naar waarschijnlijkheid het contract krijgen voor het ontwikkelen van deze technologie In december 2013 tekende Surrey een contract met Mars One voor onderzoek naar de benodige satelliettechnologie. Mars One verwacht dat er minstens twee satellieten benodigd zijn, één in een geostationaire baan rond Mars en een tweede bij Lagrangepunt L4 of L5 om het signaal door te sturen wanneer Mars zich tussen de eerste satelliet en de Aarde bevindt. Mogelijk is ook een derde satelliet nodig om het signaal door te sturen omdat de Zon af en toe ook het signaal van de tweede satelliet zal blokkeren.

### Landers
De landers zullen naar verwachting gebaseerd zijn op de SpaceX Dragon. Deze speciaal aangepaste landers zullen naar planning een diameter van 5 meter en een volume van 25 m³ hebben
De landers zullen verschillende functies hebben:
- een lander met systemen die de beschikbare materialen op Mars kunnen omzetten in energie, water en zuurstof voor ademhaling[37] Deze systemen worden waarschijnlijk ontwikkeld door Paragon Space Development.[32]
- een lander met vracht (voorraden)
- een lander met een opblaasbare woonmodule voor de kolonisten[38]
- een lander met de kolonisten zelf
- een lander om de benodigde rovers op het Marsoppervlak neer te zetten.[39]

### Rovers
De rovers zullen niet onder druk staan en afstanden tot 80 kilometer kunnen afleggen. Waarschijnlijk zullen deze ontwikkeld worden door Astrobotic Technology.

### Ruimtepakken
Het pak dat door de kolonisten buiten gedragen zal worden moet flexibel genoeg zijn om te kunnen werken met moeilijke bouwmaterialen en verfijnde apparatuur. Het moet hen beschermen tegen de koude, lage druk en giftige gassen van de atmosfeer op Mars. Waarschijnlijk zullen de pakken ontwikkeld worden door het bedrijf ILC Dover. Op 12 maart 2013 tekende Paragon Space Development Corporation een contract om concepten voor een dergelijk pak te ontwikkelen.

## Financiering van het project
Mars One wil het grootste deel van het project bekostigen door middel van realitytelevisie, beginnend met het selectieproces van de kolonisten. In juni 2014 maakte Mars One bekend dat Darlow Smithson Productions, een onderdeel van Endemol, de uitzendrechten van de selectierondes en trainingen heeft verworven. Mars One maakte niet bekend hoeveel Endemol betaalt voor de rechten.
Op 31 augustus 2012 kondigde Mars One aan dat het de eerste financiering van sponsors had ontvangen. Dit geld zal voornamelijk gebruikt worden voor conceptonderzoek naar de geplande onbemande missie. Onder de diverse sponsors zijn een reeks relatief kleine Nederlandse bedrijven. Het Nederlandse internetbedrijf Byte is een van de zogenaamde "zilveren" sponsors.
Op 31 oktober 2012 had Mars One 183.870 Amerikaanse dollar ontvangen aan privédonaties en inkomsten uit merchandising.
Op 10 december 2013 lanceerde Mars One een crowdfunding-campagne op de website Indiegogo om conceptonderzoek naar de onbemande missie die in 2018 zou plaatsvinden te helpen bekostigen. Het doel om uiterlijk 25 januari 400.000 dollar binnen te halen werd niet gehaald; de campagne bracht 313.744 dollar op.
Mars One heeft verklaard dat het intellectueel eigendom wil behouden van de technologie die voor de missies wordt ontwikkeld, zodat het deze technologie kan licenseren aan andere partijen om zo geld te verdienen.
De commerciële activiteiten van de stichting Mars One werden ondergebracht in een bedrijf, en werden door een omgekeerde overname in 2016 ondergebracht in een beursgenoteerd bedrijf dat Mars One Ventures AG ging heten. Daarbij wordt de bestaande beursnotering van een niet meer actief bedrijf als het ware overgenomen. Hiermee worden de strenge eisen en financiële kosten die gepaard gaan bij een reguliere beursgang omzeild. De Frankfurter Wertpapierbörse heeft de beurshandel echter stilgelegd omdat het bedrijf zonder vergunning daartoe extra aandelen zou hebben uitgegeven. Sinds maart 2017 is er geen handel meer. De beursgang gebeurde op initiatief van de Deen Torben Pedersen die met zijn Hongkongse investeringsfonds had aangegeven zes miljoen euro in het project te willen investeren. In het Financieele Dagblad werd het vermoeden uitgesproken dat Pedersen het beursfonds gebruikte voor het plegen van beursfraude. In augustus 2017 werd bekend dat Mars One een boete van bijna een kwart miljoen euro boven het hoofd hing. De Duitse beurswaakhond BaFin dreigde daarmee omdat de organisatie nog geen jaarrekening had aangeleverd. Er werd gewerkt aan een nieuwe beursnotering. In januari 2019 ging Mars One Ventures AG failliet.

## Organisatie
Mars One is gevestigd in Amersfoort. In december 2012 veranderde Mars One van een bedrijf in een stichting. Aan het hoofd van Mars One staat de ondernemer Bas Lansdorp. Chief Technical Officer is Arno Wielders, een voormalig werknemer van de Europese Ruimtevaartorganisatie (ESA).
De organisatie heeft een adviesraad bestaande uit onder meer Leo Marcelis van Wageningen University, Tanja Masson-Zwaan van de Universiteit Leiden, Stefano Stramigioli van de Universiteit Twente en Christopher McKay van NASA's Ames Research Center. Daarnaast heeft het een reeks "ambassadeurs", waaronder Gerard 't Hooft van de Universiteit Utrecht, Boudewijn Ambrosius van de Technische Universiteit Delft, televisieproducent Paul Römer en schrijfster Mary Roach.

## Kritiek
Mars One heeft kritiek uit verschillende hoeken gekregen. Zo is er kritiek op het feit dat deelnemers slechts een enkele reis naar Mars krijgen aangeboden en er geen mogelijkheid is voor terugkeer. Zo is Mars One voor de Europese Ruimtevaartorganisatie (ESA) een omstreden onderneming. Een ander kritiekpunt van ESA is dat kandidaten worden gekozen door middel van een realityshow. Veel critici geloven dat als de kijkers interesse verliezen, de financiering ook als sneeuw voor de zon kan verdwijnen, met drastische gevolgen voor de expeditie.
De voormalige Duitse astronaut Ulrich Walter maakte het project in januari 2014 om ethische redenen met de grond gelijk. Volgens hem is de kans om Mars levend te bereiken rond de 30 procent, en de kans om drie maanden later nog in leven te zijn minder dan 20 procent. "Ze verdienen hun geld met die tv-show. Wat er met de mensen gebeurt, interesseert ze niet."
Ook hebben meerdere experts kanttekeningen geplaatst bij de technische en financiële haalbaarheid van het project. "Ik ben altijd voorzichtig met zeggen dat iets niet kan, maar ik vraag mij af of deze fantasie ook wordt gedekt door realistische plannen", zei de Nederlandse voormalige astronaut Wubbo Ockels. "Zelfs als we het potentiële financieringsgebrek en vragen over de haalbaarheid op de lange termijn negeren, demonstreert het Mars One-project niet een groot genoeg begrip van de problemen om echt vertrouwen te kunnen geven dat het ambitieuze schema gehaald kan worden", zei Chris Welch van International Space University.
Ruimtetoerist Richard Garriott noemt de financiële haalbaarheid van het project onwaarschijnlijk. Veel critici hebben er op gewezen dat het budget van 6 miljard dollar veel te weinig is om mensen naar Mars te vervoeren. "Veel mensen hebben interessante startplannen, maar weinig mensen hebben ook het geld om het voor elkaar te krijgen". Ook vanuit eigen gelederen klonk diezelfde kritiek. Zo noemde Nobelprijswinnaar en ambassadeur van Mars One Gerard 't Hooft de plannen onrealistisch. Volgens hem zou er minstens zestig miljard nodig zijn om Mars te bereiken.
Een groep ruimtevaartexperts gaf in 2012 in het tijdschrift Wired de haalbaarheid van het project 2 punten, van de 10 punten die behaald konden worden. Studenten van het Massachusetts Institute of Technology bogen zich in 2014 over de technische haalbaarheid van de missie. Het onderzoek suggereert dat het minstens 4,5 miljard dollar zou kosten om de ruimtevaarders naar Mars te brengen, en volgens de onderzoekers is het met de huidige technologie niet mogelijk de ruimtevaarders langer dan 68 dagen in leven te houden.
Elon Musk van SpaceX zei dat het plan vooral neerkomt op veel Falcon Heavy-raketten en Dragon 2-ruimteschepen kopen en lanceren. Hoewel hij als ze het al kunnen betalen bereid is deze te leveren, lijkt het hem niet slim om een reis die op zijn kortst drie maanden in beslag neemt (maar waarschijnlijker zes tot acht maanden) in een capsule die niet groter dan een SUV is te ondernemen.